# أذربيجان (صحيفة)
أذربيجان (باللغة الأذرية:Azərbaycan) هي صحيفة ومجلة عامة مملوكة للدولة تنشرها الجمعية الوطنية لدولة أذربيجان.

## التاريخ
تأسست الجريدة الرسمية لحكومة جمهورية أذرييجان الديمقراطية «أذربيجان» في عام 1918. قررت الحكومة بموجب الأمر الصادر بتاريخ 3 يوليو 1918، إطلاق منشور «أخبار جمهورية أذربيجان» وجعلها تحت سلطتها الرسمية. على هذا النحو، تم نشر العدد الأول من صحيفة «أذربيجان» كورقة برلمانية في 15 سبتمبر 1918، في نفس اليوم عندما حرر الجيش الإسلامي في القوقاز مدينة باكو من الغزو الأرمني البلشفي. كان جيهون حاجبايوف أحد محرري الصحيفة الرسمية التابعة للحكومة «أذربيجان». استمر نشر الصحيفة حتى 28 ديسمبر 1919و بتوقيع عزير حاجبايوف شقيق جيهون حاجبايوف. كانت إسهامات عزير حاجبايوف المتعلقة في نشر الصحيفة ملحوظة وكبيرة. بعد انهيار جمهورية أذربيجان الديمقراطية في عام 1920، حاول جيهون حاجبايوف، والذي أُجبر على مغادرة البلاد والهجرة إلى أوروبا، بإصدار الصحيفة هناك وفي عام 1951 تمكن من تحقيق هدفه وإنشاء الصحيفة في مدينة ميونيخ بألمانيا.

## المحررون
كان أحد رؤساء تحرير الصحيفة عزير حاجبايوف. كتب حاجبايوف أكثر من 100 مقال، عن السياسة والاقتصاد والثقافة والتعليم والعديد من المواضيع الأخرى، لصحيفة أذربيجان. كان رئيس تحرير النسخة الروسية من الصحيفة هو صفي بك رستمبيلي Sefi Bek Rustambeyli. تضمن كتاب الصحيفة أيضاً محمد أمين رسول زاده، خليل إبراهيم، فرهاد أغازادة، إبراهيم قاسيموف، محمد آغا شاه تخلي، عادل خان زيادخانوف، العباس مصنيب، شفيقا أفنديزاده.

## روابط خارجية
الموقع الرسمي لصحيفة أذربيجان (باللغة الأذرية).